# هويرتا دي ري
بلدية هويرتا دي ري (بالإسبانية: Huerta de Rey)‏, هي إحدى بلديات مقاطعة برغش, التي تقع في منطقة قشتالة وليون, والتي تقع في شمال غرب إسبانيا.
يبلغ عدد سكانها 1.200 نسمة وفقاً لإحصائية سنة (2002).